# ألكسندر كاتشانيكليتش
ألكسندر كاتشانيكليتش (Alexander Kačaniklić) (13 أغسطس 1991 في هلسينغبورغ في السويد – )؛ هو لاعب كرة قدم كان يلعب كمهاجم. يلعب مع منتخب السويد لكرة القدم منذ عام 2012.

## وصلات خارجية
ألكسندر كاتشانيكليتش على موقع الاتحاد الدولي (مؤرشف)  (الإنجليزية)
- ألكسندر كاتشانيكليتش على موقع الاتحاد الأوربي (الإنجليزية)
- ألكسندر كاتشانيكليتش على موقع اتحاد السويد (السويدية)
- ألكسندر كاتشانيكليتش على موقع قاعدة بيانات كرة القدم.إي يو (الإنجليزية)
- ألكسندر كاتشانيكليتش على موقع ناشيونال فوتبول تيمز (الإنجليزية)
- ألكسندر كاتشانيكليتش على موقع Soccerbase.com (لاعب) (الإنجليزية)
- ألكسندر كاتشانيكليتش على موقع Soccerway.com (الإنجليزية)
- ألكسندر كاتشانيكليتش على موقع عالم كرة القدم.نت (الإنجليزية)
- ألكسندر كاتشانيكليتش على موقع AS.com (الإسبانية)